# Hydrobiosis torrentis
Hydrobiosis torrentis är en nattsländeart som beskrevs av Ward 1995. Hydrobiosis torrentis ingår i släktet Hydrobiosis och familjen Hydrobiosidae. Inga underarter finns listade i Catalogue of Life.